# Galeria Sztuki Współczesnej Winda
Galeria Sztuki Współczesnej WINDA – galeria sztuki współczesnej, znajdująca się w Kielcach, w budynku Kieleckiego Centrum Kultury. Działalność galerii rozpoczęła się 14 marca 2004 r. wernisażem wystawy „Madonny i Totemy" Kory Jackowskiej i Kamila Sipowicza.
Placówka samorządowa, powstała z inicjatywy Dyrektora Kieleckiego Centrum Kultury Magdaleny Kusztal. Galeria specjalizuje się w prezentowaniu najprzeróżniejszych form sztuki nowoczesnej, nie stroni jednak od dzieł o znaczeniu historycznym bądź kolekcjonerskim. Organizowane są nie tylko wystawy ale również spotkania autorskie, projekcje filmów, pokazy mody, a także wydawane są broszury, katalogi i inne wydawnictwa o tematyce artystycznej.
W galerii wystawiane były prace m.in.: Katarzyny Zielińskiej, Aleksandra Jasina, Bartłomieja Michałowskiego, Magdaleny Miernik, Jana Wołka, Małgorzaty Bieleckiej, Andrzeja Płoskiego, Krzysztofa M. Bąka, Eda Petrosky i Glenny Jennings, Piotra Naliwajko, Kamila Gałczyńskiego, Iwony i Jerzego Jarmołowiczów, Olgi Grabiwody i Joanny Jarząbek, Mikołaja Grynberga, Jacka Nowakowskiego, Marty Pajek, Wojciecha Fangora Sergeya Maximishina (), Kazimierza Witolda Kieliana, Aleksandry Makowskiej, Magdaleny Kubackiej, Jerzego Nowosielskiego, Franciszka Maśluszczaka, Zofii Nasierowskiej, Macieja Kasperskiego (), kolekcji szkła artystycznego z BWA "Zamek Książ", Piotra Króla, Małgorzaty Słoniowskiej.